# Pedrero (estación)
Pedrero es una estación ferroviaria que forma parte de la red del Metro de Santiago de Chile. Se encuentra por viaducto entre las estaciones San Joaquín y Mirador de la línea 5. La estación se ubica en el límite de las comunas de Macul, La Florida y San Joaquín.
El 18 de octubre de 2019, fecha que marcó el inicio del denominado estallido social, la estación sufrió un incendio que afectó la mezzanina y la boletería, lo que impidió su funcionamiento normal hasta el 11 de mayo de 2020, cuando fue reabierta.

## Características y entorno
Presenta un flujo moderado de pasajeros que se acrecienta en los horarios punta donde mucha gente llega a la estación para combinar, desde servicios troncales y alimentadores, con Metro. Se ubica en la intersección de las avenidas Departamental y Vicuña Mackenna. Su decoración distintivo es de color verde.
En el entorno inmediato de la estación, se encuentra el Estadio Monumental donde juega de local el club de fútbol Colo-Colo, lo cual genera una gran afluencia de público en esta estación. Además está próximo al Mall Cenco Florida.

### Accesos
| Acceso | Intersección                                      |
| ------ | ------------------------------------------------- |
| A      | Av. Vicuña Mackenna Oriente con Av. Departamental |

## Origen etimológico
Su nombre deriva del ex-Camino Pedrero (la actual Avenida Departamental), y del Estadio Monumental de Colo-Colo, ubicado donde estuvo la antigua cantera homónima de la ciudad al que hacía alusión el nombre del citado camino.
Anteriormente la estación era representada por una pelota de fútbol, el cual también hacía referencia al Estadio Monumental.

## Galería

Antiguo símbolo con que se identificaba a la estación.
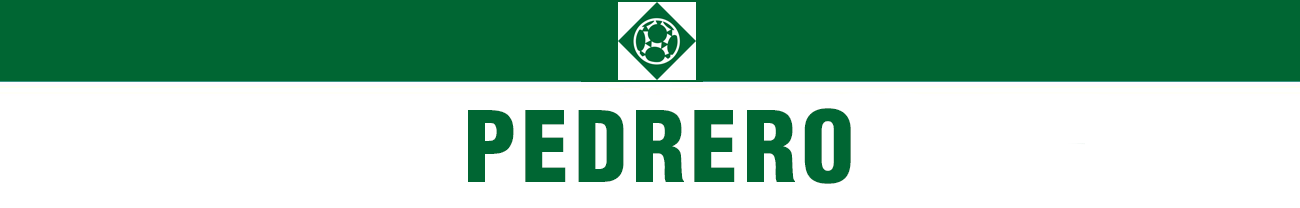
Cenefa utilizada en 1997.
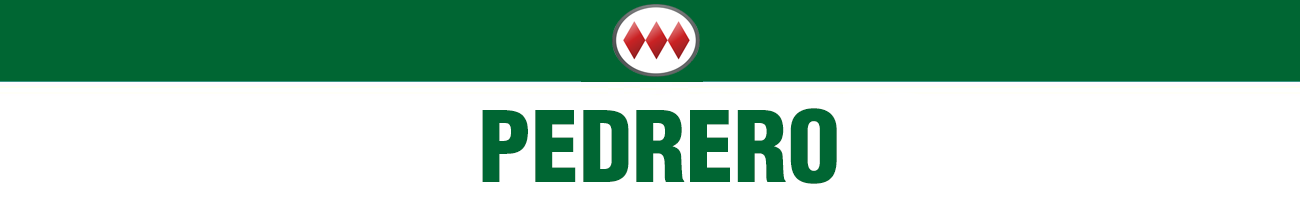
Cenefa utilizada en los andenes.
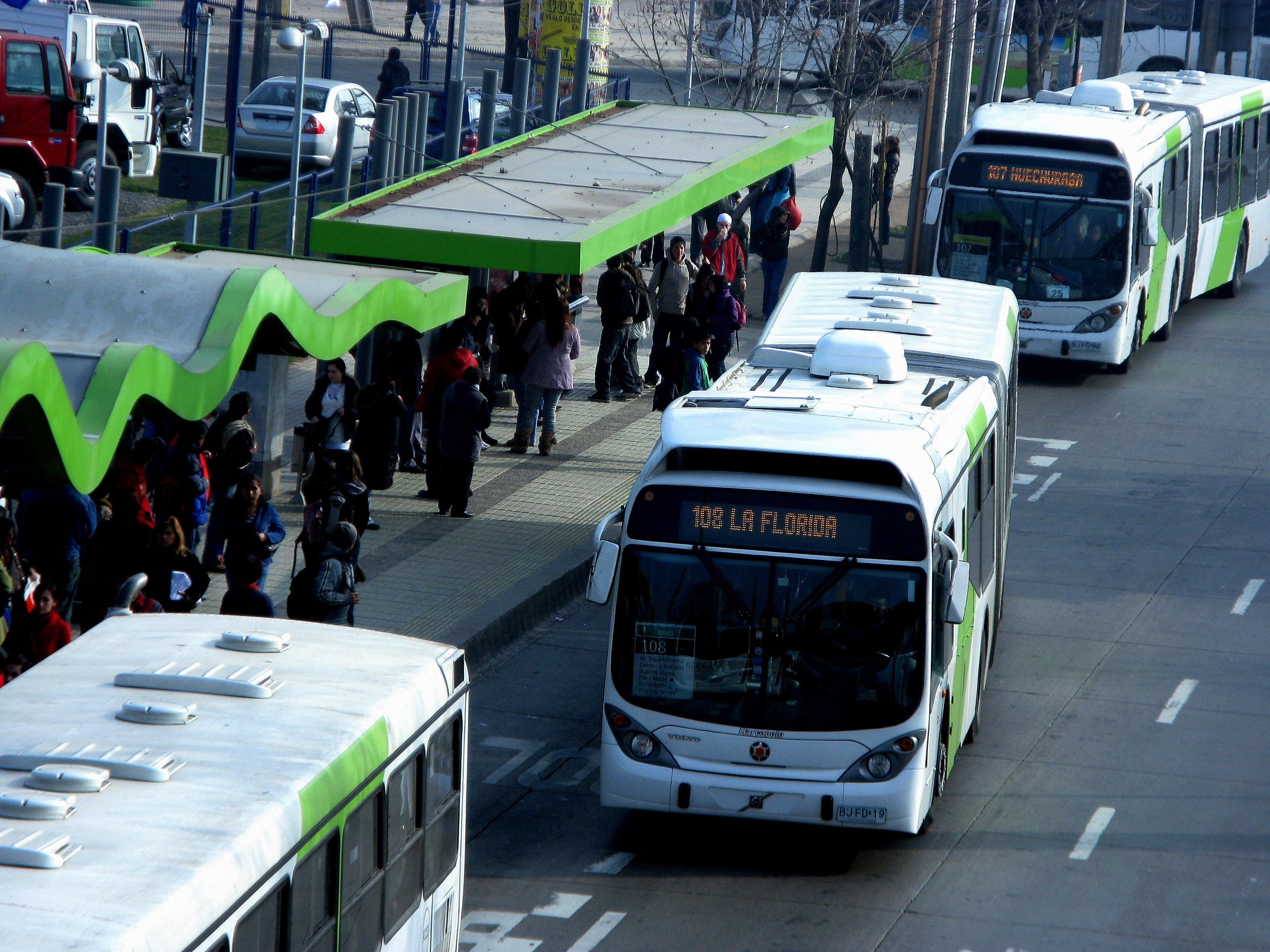
Estación de transbordo de Transantiago en la estación Pedrero.

## Conexión con Red Metropolitana de Movilidad
La estación posee 7 paraderos de la Red Metropolitana de Movilidad en sus alrededores, los cuales corresponden a:
| Paradero/ Código                  | Recorridos |
| --------------------------------- | --- |
| Parada 1 / Metro Pedrero (PD193)  | 210 (Estación Central) - 210e (Estación Central) - 210v (Estación Central) - 213e (Plaza Italia) - D14 (Metro Quilín) - F30n (La Moneda)                                                        |
| Parada 2 / Metro Pedrero (PD904)  | D13 (Metro Irarrázaval) - E05 (Metro La Cisterna) |
| Parada 3 / Metro Pedrero (PD5)    | 102 (Metro Las Rejas) - 107 (Ciudad Empresarial) - 108 (Maipú) - 117 (San Joaquín) - 329 (Mall Plaza Oeste)                                                                                     |
| Parada 4 / Metro Pedrero (PE1)    | 102 (Pie Andino) - 107 (Av. Departamental) - 108 (La Florida) - 117 (Metro Vespucio Norte) - 212 (Providencia) - 329 (Mall Florida Center) - H14 (Mall Florida Center)                          |
| Parada 5 / Metro Pedrero (PH217)  | 210 (Puente Alto) - 210e (Puente Alto) - 210v (Av. México) - 213e (Puente Alto) - 224 (Gabriela) - E04 (Av. La Florida) - E05 (Metro La Cisterna) - F30n (Bajos de Mena) - H14 (Metro Franklin) |
| Parada 6 / Metro Pedrero (PD1320) | 212 (La Pintana) - 224 (Gabriela) - E04 (Metro Franklin) |
| Parada 7 / Metro Pedrero (PE1385) | 224 (Ñuñoa) |